# Salix irrorata
Salix irrorata är en videväxtart som beskrevs av Anderss.. Salix irrorata ingår i släktet viden, och familjen videväxter. Inga underarter finns listade i Catalogue of Life.